# Morropón (provincie)
Morropón is een van de acht provincies in de regio Piura in Peru. De provincie heeft een oppervlakte van 3.818 km² en heeft 155.895 inwoners (2015). De hoofdplaats van de provincie is het district Chulucanas; dit district vormt  eveneens de stad (ciudad) Chulucanas.
De provincie grenst in het noorden aan de provincie Ayabaca, in het oosten aan de provincie Huancabamba, in het zuiden aan de regio Lambayeque en in het westen aan de provincie Piura.

## Bestuurlijke indeling
De provincie Morropón is onderverdeeld in tien districten, UBIGEO tussen haakjes:
- (200402) Buenos Aires
- (200403) Chalaco
- (200401) Chulucanas, hoofdplaats van de provincie en vormt de stad (ciudad) Chulucanas
- (200404) La Matanza
- (200405) Morropón
- (200406) Salitral
- (200407) San Juan de Bigote
- (200408) Santa Catalina de Mossa
- (200409) Santo Domingo
- (200410) Yamango

Ayabaca · Huancabamba · Morropón · Paita · Piura · Sechura · Sullana · Talara